# Jean-Pierre Thiollet
Jean-Pierre Thiollet (Poitiers, 9 dicembre 1956) è uno scrittore francese.

## Biografia
È autore di numerosi libri, tra cui Le Chevallier à découvert (1998), Sax, Mule & Co (2004), Je m'appelle Byblos (2005),  Jules Barbey d'Aurevilly ou le triomphe de l'écriture (2006), Carré d'Art: Barbey d'Aurevilly, Byron, Salvador Dalí, Jean-Edern Hallier (2008), Bodream ou rêve de Bodrum (2010), 88 notes pour piano solo (2015) e Hallier, l'Edernel jeune homme (2016).
Nel 2017, ha creato il Cercle InterHallier in omaggio a Jean-Edern Hallier .
Nel 2010, ha firmato una petizione a favore della liberazione di Roman Polański.
È membro della Grande Famiglia mondiale del Libano (RJ Libano Club). Nel 2005, fu, con Alain Decaux e Frédéric Beigbeder, uno dei maggiori partecipanti al Salone del Libro di Beirut.
Nel 1994, ha collaborato in libro intervista con Gérard Mulliez (La Dynamique du client, Maxima, Parigi, 1994 (e 1997).
A partire dal 1982, era vittima di intercettazioni telefoniche illegali (Palazzo dell'Eliseo, François Mitterrand) per le sue conversazioni con Jean-Edern Hallier.

## Opere principali
- Hallier, chagrins d'amour, Neva Editions, 2024.ISBN 978-2-35055-313-9
- Hallier, tout feu tout flamme, Neva Editions, 2023.ISBN 978-2-35055-309-2
- Hallier en roue libre, Neva Editions, 2022.ISBN 978-2-35055-305-4
- Hallier, L'Edernel retour, Neva Editions, 2021.ISBN 978-2-35055-295-8
- Hallier, L'Homme debout, Neva Editions, 2020.ISBN 978-2-35055-285-9
- Hallier Edernellement vôtre, Neva Editions, 2019. ISBN 978-2-35055-273-6
- Hallier ou l'Edernité en marche, Neva Editions, 2018. ISBN 978-2-35055-247-7
- Improvisation so piano, Neva Editions, 2017. ISBN 978-2-35055-228-6
- Hallier, l'Edernel jeune homme, Neva Editions, 2016. ISBN 978-2-35055-217-0
- 88 notes pour piano solo, Neva Editions, 2015. ISBN 978-2-35055-192-0
- Piano ma non solo, Anagramme Ed., Parígi, 2012.ISBN 978-2-35035-333-3
- Créer ou reprendre un commerce (Creare o rilevare un'attività), Vuibert Ed., Parigi, 2011 (3ª edizione). ISBN 978-2-7117-6462-4
- Bodream ou rêve de Bodrum, Anagramme Ed., Parigi, 2010. ISBN 978-2-35035-279-4
- Carré d'Art : Barbey d'Aurevilly, lord Byron, Salvador Dalí, Jean-Edern Hallier, Anagramme Ed., Parígi, 2008. ISBN 978-2-35035-189-6
- Barbey d'Aurevilly, con contribuzióne di Eugen Drewermann e Bruno Bontempelli, H & D, Parígi, 2006 (ISBN 2 914 266 06 5) e 2007 (ISBN 2 914 266 08 1). CDRom. ISBN 2 914 266 06 5
- Le Droit au bonheur, Anagramme Ed., Parígi, 2006. ISBN 2-35035-075-4
- Je m'appelle Byblos, prefazióne di Guy Gay-Para, H & D, Parígi, 2005. ISBN 2 914 266 04 9
- Demain 2021 — Jean-Claude Martinez (interviste), Godefroy de Bouillon, 2004.ISBN 9782841911615
- Sax, Mule & Co, H & D, Parígi, 2004. ISBN 2 914 266 03 0
- Le Chevallier à découvert, Laurens Ed., Parígi, 1998. ISBN 2-911838-51-3
- La Pensée unique : le vrai procès (cón altri autóri), Economica/Jean-Marc Chardon et Denis Lensel Ed., Parígi, 1998. ISBN 978-2-7178-3745-2
- Euro-CV, Top Ed., Parígi, 1997. ISBN 2-87731-131-7
- Utrillo (cón altri autóri), F. Birr Ed., Parígi, 1982. ISBN 2-85754-009-4
- Prefazione di Willy, Colette et moi di Sylvain Bonmariage, Anagramme Ed., Parigi, 2004 (nuova edizióne). ISBN 2-914571-60-7